# دارولوتاميد
دارولوتاميد(Darolutamide)، الذي يباع تحت الإسم التجاري نوبيكا (Nubeqa ) هو دواء يستخدم لعلاج سرطان البروستاتا.  على وجه التحديد، يتم استخدامه لسرطان البروستاتا غير النقيلي المقاوم للإخصاء (nmCRPC) جنبًا إلى جنب مع الإخصاء الجراحي أو الطبي.  و يؤخذ الدواء عن طريق الفم مرتين يوميا مع الطعام. 
تشمل الآثار الجانبية الشائعة لهذا العقار على: التعب و الألم في الذراعين و الساقين و الطفح الجلدي .  قد تشمل الآثار الجانبية الأخرى العقم و انخفاض خلايا الدم البيضاء . أما الاستخدام أثناء فترة الحمل سواء من قبل الرجل أو المرأة فقد يضر الجنين.  و هو مضاد الأندروجين غير الستيرويدي (NSAA) و يعمل عن طريق منع الأندروجينات من الارتباط بمستقبلات الأندروجين. 
سجلت براءة اختراع دارولوتاميد في عام 2011.  تمت الموافقة عليه للاستخدام الطبي في الولايات المتحدة في عام 2019 و أوروبا و أستراليا في عام 2020.    في المملكة المتحدة، يكلف 4 أسابيع من العلاج هيئة الخدمات الصحية الوطنية حوالي 4000 جنيه إسترليني اعتبارًا من عام 2021.  و يكلف هذا القدر في الولايات المتحدة حوالي 11000 دولار أمريكي. 